# Nadezhda Roshchina
Pour les articles homonymes, voir Rochtchina.
Nadezhda Roshchina (en russe : Надежда Николаевна Рощина, Nadejda Nikolaïevna Rochtchina) est une rameuse soviétique née le 30 juin 1954.

## Biographie
Lors des Jeux olympiques d'été de 1976 à Montréal, elle est médaillée d'argent en huit.

## Palmarès
- Jeux olympiques d'été de 1976 à Montréal
  -  Médaille d'argent en huit